# 熊川熊次郎
熊川 熊次郎（くまがわ くまじろう、? - 1863年（文久3年）7月19日（旧暦6月4日））は、肥後国出身の元大相撲力士（大坂相撲）。本名は不明。

## 来歴
肥後国に生まれ、小野川部屋（大坂相撲）に入門する。最高位は中頭（いわゆる関取）とも東前頭7枚目とも言われているが、身長・体重などと共に詳細は不明である。
1863年（文久3年）7月18日（旧暦6月3日）、壬生浪士（後の新撰組）の芹沢鴨・山南敬助・沖田総司・平山五郎・野口健司・永倉新八・島田魁・斎藤一の8名が京都から淀川を下って大坂へ出掛けようとしていたところへ酔った力士に遭遇、道を譲る・譲らないの一悶着があり、芹沢が鉄扇で力士を打擲、または刀で浅傷を負わせた。その後、壬生浪士の8名は北新地の住吉楼へ上がって酒宴を楽しんでいたところ、角材を持った熊川を始めとする大坂相撲・小野川部屋の力士が大勢押し掛け、乱闘騒ぎとなった。熊川は角材で壬生浪士を襲うも、沖田に角材を受け止められた際に芹沢に脇腹を突き刺され、翌日になって出血多量により死亡した。

### 騒動のその後
住吉楼での乱闘によって熊川は死亡、それ以外にも死者が出たとも伝わるが詳細は不明である。この一件については「新撰組顛末記」「島田魁日記」「京都守護職への届出」「大坂東町奉行所への届出」「浪士文久報国記事」によって経緯から新撰組側・力士側双方の主張、死傷者数、熊川の死亡日などそれぞれが異なっている。また、この事件の捜査を担当した大坂西町奉行所の与力・内山彦次郎と、事件当時現場に居合わせなかった近藤勇の間で遺恨が生じることとなる。
なお、熊川の経歴は全く不明であり、それを最も反映しているものが事件後の場所の番付に名が記載されていることである。

## 演じた人物
- 舞の海秀平（「新選組!」、NHK、2004年）